# NGC 6204
NGC 6204 is een open sterrenhoop in het sterrenbeeld Altaar. Het hemelobject werd op 13 mei 1826 ontdekt door de Schotse astronoom James Dunlop.

## Synoniemen
- OCL 982
- ESO 277-SC10